# دیود

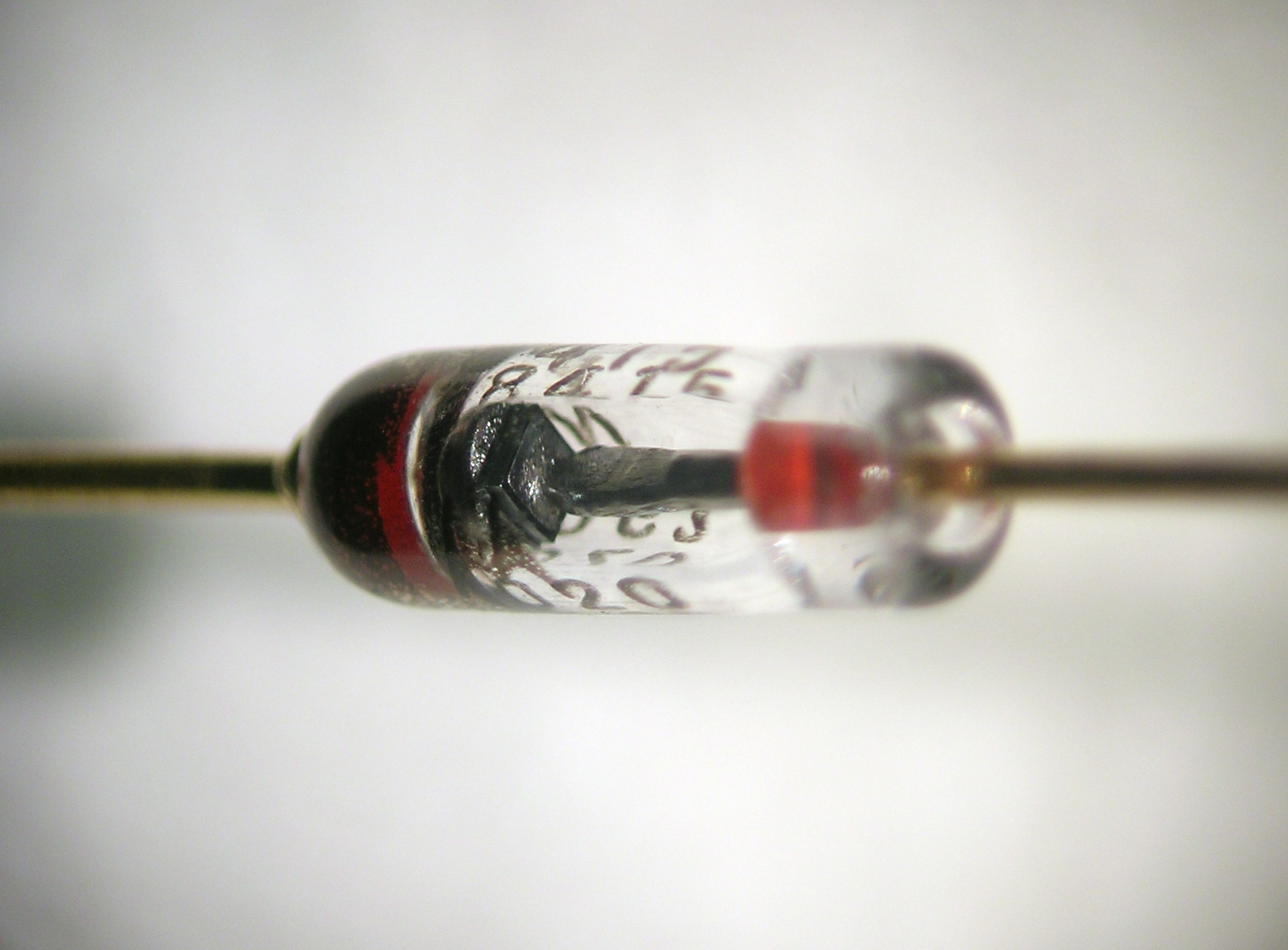
بلور مربعی شکل نیم‌رسانا در دیود

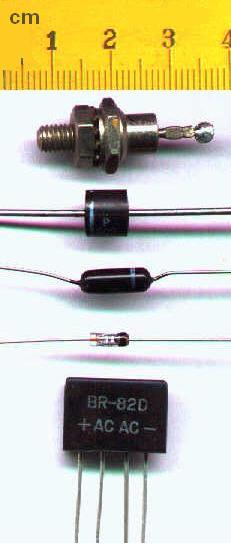
شکل‌های گوناگون دیودها؛ پایین: پُل یکسوساز دیودی

دیود (به انگلیسی: Diode)، قطعه‌ای الکترونیکی است که دوسَر دارد، و جریان الکتریکی را در یک جهت از خود عبور می‌دهد (در این حالت، مقاومت دیود ناچیز است) و در جهت دیگر، درمقابل گذر جریان مقاومت بسیار بالایی (در حالت ایدئال، بی‌نهایت) از خود نشان می‌دهد. این خاصیت دیود، باعث‌شده بود تا در سال‌های اولیهٔ ساخت این قطعهٔ الکترونیکی، به آن «یکسوساز» نیز گفته شود. پایه‌ای که به نیم‌رسانای N  متصل است «کاتُد» و پایه‌ای که به نیم‌رسانای نوع P متصل است «آنُد» نام دارد. دیود، نخستین قطعه تولید شده با نیم‌رساناها است.
مهم‌ترین کاربرد دیود، عبور جریان در یک جهت (به انگلیسی: diode's forward direction) و ممانعت از گذر جریان در جهت دیگر (به انگلیسی: reverse direction) است (یکسو سازی). درنتیجه می‌توان به دیود مثل یک شیر یک‌طرفه الکتریکی نگاه کرد. این ویژگی دیود برای تبدیل جریان متناوب به جریان مستقیم استفاده می‌شود.
به لحاظ الکتریکی، یک دیود، هنگامی جریان را از خود می‌گذراند که با برقرارکردن ولتاژ (بایاس کردن) در جهت درست (+ به آنُد و - به کاتُد؛ که به آن بایاس مستقیم می‌گویند)، آمادهٔ کار شود. مقدار ولتاژی که باعث می‌شود تا دیود شروع به هدایت جریان الکتریکی کند، ولتاژ آستانه یا (threshold voltage) نامیده می‌شود که چیزی حدود ۰٫۶ تا ۰٫۷ ولت (برای دیودهای سیلیکون) و ۰٫۲ تا ۰٫۳ ولت (برای دیود ژرمانیوم) است. اما هنگامی‌که ولتاژ معکوس به دیود متصل شود، (+ به کاتُد و - به آنُد؛ که به آن بایاس معکوس می‌گویند) جریانی از آن نمی‌گذرد؛ مگر جریان بسیار کمی که به «جریان نشتی» معروف است و در حدود چند میکرو آمپر یا حتی کمتر است. این مقدار جریان معمولاً در اغلب مدارهای الکترونیکی قابل چشم‌پوشی است و تأثیری در رفتار سایر المان‌های مدار نمی‌گذارد.
هرچه جنس بلور به‌کاررفته در ساخت دیود، به لحاظ ساختاری، منظم‌تر باشد، دیود مرغوب‌تر و جریان نشتی، کمتر خواهد بود. مقدار جریان نشتی در دیودهای با فناوری جدید، عملاً به صفر می‌گراید. تمام دیودها یک آستانه برای بیشینهٔ ولتاژ معکوس دارند که اگر ولتاژ معکوس، بیش از آن شود، دیود می‌سوزد (بلور ذوب می‌شود) و جریان را در جهت معکوس نیز می‌گذراند. به این ولتاژ آستانه، «ولتاژ شکست» گفته می‌شود.

## ولتاژ شکست معکوس دیود vb
چنانچه ولتاژ معکوس دیود را تا حد مشخصی بیفزاییم، جریان معکوس دیود به‌طور ناگهانی شروع به افزایش سریع می‌کند. پدیده‌ای که در این حالت رخ می‌دهد را «پدیدهٔ شکست» و ولتاژی را که در آن این پدیده آغاز می‌شود ولتاژ شکست دیود دیود گویند و با VBR نشان می‌دهند. ولتاژ شکست دیود، به ساختمان پیوند P-N و غلظت ناخالصی آن بستگی دارد؛ شکست دیود می‌تواند حاصل یکی از دو پدیدهٔ شکست بهمنی و شکست زِنِر باشد. احتمال وقوع پدیدهٔ شکست بهمنی در دیودهای سیلیکونی که ولتاژ شکست آن‌ها بیش از ۶ ولت است، بیشتر است. در حالی که شکست زنر به‌صورت پدیدهٔ غالب، تنها در دیودهایی با ولتاژ شکست تا حدود ۶ ولت دیده‌می‌شود.

### پدیدهٔشکست بهمنی
در معکوس پیوند، با افزایش ولتاژ معکوس دیود، عرض ناحیهٔ تهی بیشتر می‌شود و شدت میدان الکتریکی در این ناحیه افزایش می‌یابد. در این حالت، حامل‌های اقلیت در واقع در سراشیبی سد پتانسیل ناشی از پتانسیل داخلی و ولتاژ معکوس اِعمالی قرار می‌گیرند و سرعت آن‌ها به‌شدت افزایش می‌یابد. این حامل‌ها با شتاب‌گرفتن خود می‌توانند به اتم‌های سیلیکون واقع در ناحیهٔ تهی برخورند و ضمن شکستن پیوندهای کووالانسی آن‌ها تعدادی حامل جدید آزاد کنند. حامل‌های جدید نیز تحت تأثیر میدان الکتریکی زیاد در ناحیهٔ تهی قرار می‌گیرند و پس از برخورد با دیگر اتم‌ها، حامل‌های بیشتری را از پیوند کووالانسی آن‌ها جدا می‌سازند؛ بنابراین، تعداد حامل‌هایی که می‌توانند در ایجاد جریان دخالت کنند به‌طور ناگهانی افزایش می‌یابند و باعث ازدیاد سریع جریان می‌شوند. این پدیده را شکست بهمنی می‌نامند.

### پدیدهٔ شکست زِنِر
پدیدهٔ دیگری که ممکن است باعث ایجاد شکست در مشخصهٔ ولتاژ-جریان دیود شود به پدیدهٔ زِنِر معروف است. این پدیده چنین است که با افزایش ولتاژ معکوس دیود، شدت میدان الکتریکی در ناحیهٔ تهی ممکن است به حدی برسد که حامل‌های اقلیت موجود در نیمه‌های p یعنی الکترون‌ها بتوانند از داخل لایه سد تونل زده و به طرف مقابل وارد شوند و جریان معکوسی را به وجود آورند.
معمولاً دیودهایی که ولتاژ شکست تا حدود ۶ ولت دارند، شکست‌شان با پدیدهٔ زنر و دیودهایی که ولتاژ شکستی بیشتر از ۶ ولت دارند شکست‌شان با پدیدهٔ بهمنی توجیه می‌شود.

## مقاومت
با توجه به غیرخطی‌بودن مشخصهٔ دیود، دو نوع مقاومت می‌توان برای دیود تعریف کرد که عبارتند از مقاومت استاتیکی (Rs) که در جریان DC، و مقاومت دینامیکی (rd) که در جریان AC محاسبه می‌شوند. اگر سیگنال ورودی به قدر کافی بزرگ باشد به‌طوری‌که بتواند تغییرات قابل توجهی در منحنی مشخصه دیود ایجاد کند مقاومت مربوط به قطعه در این ناحیه را مقاومت متوسط گویند که از رابطه زیر به دست می‌آید.
Rav = ∆Vd/∆Id
Vd=ولتاژ دیود
Id= جریان دیود
∆= تغییرات ولتاژ یا جریان

### مقاومت استاتیکی
مقاومت اهمی در دیود از تقسیم ولتاژ دو سر دیود بر جریان عبوری از آن به دست می‌آید. مقاومت دیود در مقابل عبور جریان مستقیم و جریان متناوب فرق می‌کند. مقاومت دیود در مقابل عبور جریان مستقیم را مقاومت استاتیکی می‌نامند و مقدار آن را از رابطه زیر به دست می‌آورند.
Rdc = Vf/If

### مقاومت دینامیکی
مقاومت دیود در مقابل جریان متناوب را مقاومت دینامیکی می‌نامند و از رابطه زیر به‌دست می‌آورند.
Rac = ∆Vf/∆If
Vf=ولتاژ دیود
If= جریان دیود
∆= تغییرات ولتاژ یا جریان

### مقاومت‌های معادل دیود در شرایط AC
در هر دیود عملاً سه نوع مقاومت وجود دارد. یکی مقاومت مربوط به لایه N و دیگری مقاومت مربوط به لایه P و سومی مربوط به مقاومت دینامیکی لایه سد RAC است. مجموعه این مقاومت‌ها را Rd می‌نامند.
Rd = Rp+Rac+Rn

## دسته‌بندی
پنج دیود مهم عبارتند از:

### دیود زِنِر
در بایاس مستقیم ولتاژ دو سر دیود تقریباً ثابت است و تغییر جریان در آن تأثیری ندارد. دیودهایی که در بایاس معکوس و ناحیهٔ شکست معکوس استفاده می‌شوند به «دیود زِنِر» معروف‌اند. البته اینکه این دیودها را زنر می‌نامند، بدان مفهوم نیست که پدیدهٔ شکست بهمنی در آن‌ها صورت نمی‌گیرد؛ بلکه هر دو پدیده می‌توانند در شکست این دیودها نقش داشته‌باشند. ولتاژ شکست این‌گونه دیودها را «ولتاژ زِنِر» نیز می‌نامند و با Vz نشان می‌دهند.
مقدار ولتاژ شکست در دیود زِنِر به میزان چگالی ناخالصی بستگی دارد. با افزایش چگالی ناخالصی، ولتاژ شکست دیود کاهش می‌یابد. دیودهای زنر تجاری، با ولتاژ زِنِر از ۲٬۴ تا ۲۰۰ ولت و تا توان‌های حدود ۱۰۰ وات ساخته می‌شوند.
چون دیود زنر باید به صورت معکوس بایاس شود، کاتد آن به قطب مثبت منبع ولتاژ و آند آن به قطب منفی وصل می‌شود. در این صورت، جهت جریان از کاتد به آند خواهد بود. معمولاً کارخانهٔ سازنده یک جریان کمینه Ik و یک جریان بیشینه مشخص می‌سازد که تغییرهای جریان دیود زِنِر باید به آن محدود شوند. قابل توجه است که مشخصهٔ دیود زنر در حالت بایاس مستقیم، مشابه دیودهای معمولی است. از دیود زنر، برای تثبیت ولتاژ در تنظیم‌کننده‌های ولتاژ استفاده می‌شود.

### دیود خازنی (دیود واراکتور)
هرگاه یک پیوند P-N به صورت معکوس بایاس شود، در حوالی پیوند یک ناحیهٔ تهی یا بار فضایی متشکل از بارهای ساکن مثبت در طرف N و بارهای ساکن منفی در طرف P پدید می‌آید. با توجه به اینکه در ناحیه‌های خنثای P و N، حامل‌های بار الکتریکی، آزادند و مانند رسانا عمل می‌کنند، می‌توان پیوند P-N را در این حالت به صورت خازنی مُدل کرد که در آن، ناحیه‌های خنثی همانند دو صفحهٔ خازن، ناحیهٔ تهی (همانند عایق) را در میان گرفته‌اند.
{\displaystyle C\cong {\frac {\varepsilon A}{W}}}
در رابطهٔ فوق C، ظرفیت خازن ناحیهٔ تهی؛ A، سطح مقطع پیوند؛ ε (اپسیلون)، ضریب دی‌الکتریک ناحیهٔ تهی که بستگی به جنس بلور و شیوهٔ توزیع بار در این ناحیه دارد؛ و W، عرض ناحیهٔ تهی است. چون عرض ناحیهٔ تهی با افزایش ولتاژ معکوس پیوند تغییر می‌کند، بنابراین خازن پیوند را می‌توان به عنوان یک خازن متغیر با ولتاژ لحاظ کرد.
وقتی از این رابطه برای محاسبهٔ ظرفیت خازنی استفاده می‌کنیم، درحقیقت فرض یکنواخت بودن میدان در عایق را پذیرفته‌ایم. می‌توان نشان داد که برای یک پیوند P-N با چگالی ناخالصی یکنواخت، ظرفیت خازنی ناحیهٔ تهی با ولتاژ معکوس دو سر دیود، به صورت زیر ارتباط دارد.
{\displaystyle C=C_{0}(1+{\frac {V_{r}}{V_{0}}})^{\frac {-1}{2}}}
در این رابطه V0 اختلاف پتانسیل پیوند است و
{\displaystyle C_{0}=[{\frac {q\varepsilon \times NA\times ND}{2V_{0}(NA+ND)}}]^{\frac {1}{2}}}
ظرفیت خازنی دیودهای معمولی در حدود چند پیکو فاراد است. دیودهایی که برای استفاده به عنوان یک خازن متغیر ساخته می‌شوند به «دیود خازنی» یا «دیود وَرَکتور» مشهورند. این‌گونه دیودها همیشه به صورت معکوس بایاس می‌شوند. دیودهای خازنی معمولاً از جنس سیلیکون و برای ظرفیت‌های نامی تا 2500pf ساخته می‌شوند. از دیود خازنی برای تغییر فرکانس مدارهای تشدید LC در نوسان‌گرها استفاده می‌شود.

### دیود تونلی
تفاوت اساسی ساختمان دیود تونلی با دیودهای معمولی در چگالی بسیار بالای ناخالصی در نیم‌رساناهای نوع P و N به‌کاررفته در آن است. چون عرض ناحیهٔ تهی با چگالی ناخالصی، نسبت عکس دارد؛ بنابراین در دیود تونلی، عرض ناحیهٔ تهی بسیار کم و در حدود ۰٬۰۱ دیودهای معمولی است. این دیود در ولتاژهای معکوس و ولتاژهای مستقیم کوچک، دارای مقاومت بسیار کوچکی است. از ویژگی‌های بارز دیود تونلی، مقاومت منفی در بخشی از مشخصه‌اش است. از ویژگی‌های دیود تونلی می‌توان اغتشاش کم، سرعت زیاد و توان مصرفی کم را نام برد.

### دیود نور گسیل(LED)
دیودهای نوراَفشان معمولاً از بلور نیم‌رسانا گالیُم-آرسِناید ساخته می‌شوند. در بایاس مستقیم به دلیل ترکیب الکترون و حفره‌ها در لایه سد، نور تولید می‌شود؛ بنابراین لایه سد در این دیودها به منظور خروج نور نمی‌پوشانند. در بلور گالیم آرسنیک، بازده بازترکیب الکترون آزاد و حفره بسیار بیشتر از بلورهای سیلیکون یا ژِرمانیُم است. نکتهٔ دیگر در مورد این بلور آنست که آزاد شدن انرژی در هر بازترکیب، به صورت تابش یک فوتون نوری است. در بلورهای سیلیکون و ژرمانیوم، این انرژی به شکل گرما تلف می‌شود و به نور تبدیل نمی‌شود.
مشخصهٔ دیودهای نورافشان، مشابه دیودهای معمولی است. تنها تفاوت در ولتاژ آستانهٔ رسانش است که در دیودهای نورافشان فروسرخ تا سبز، مقدار آن از ۱٬۴ تا ۲٬۹ ولت تغییر می‌کند. دیودهای نورافشان، به شکل مستقیم بایاس می‌شوند. با افزایش جریان مستقیم، تولید فوتون‌های نوری زیادتر می‌شود و در نتیجه شدت نور تابشی افزایش می‌یابد.
امروزه دیودهای نورافشان برای نورهای قرمز، زرد، سبز، آبی و فروسرخ ساخته شده‌اند. دیودهای نورافشان در نمایشگرهای رقمی برای نمایش عددها یا حرف‌ها مورد استفاده قرار می‌گیرند. از جمله موردهای مهم کاربرد دیودهای نورافشان فروسرخ، مخابرات نوری است.

### دیود نوری
در این نوع دیود، جریان اشباع معکوس تقریباً متناسب با شدت نور تابیده به سطح آن است. این‌گونه دیود در واقع یک پیوند P-N معمولی است که داخل یک پوشش پلاستیکی که یک طرف آن شفاف است قرار گرفته‌است.
دیود نوری به صورت معکوس بایاس می‌شود. با تابش فوتون‌های نوری به محل پیوند و جذب این فوتون‌ها توسط الکترون‌های پیوندهای کووالانسی اتم‌های نیم‌رسانا، به تعداد حامل‌های اقلیت افزوده می‌شود و جریان این حامل‌ها تشدید می‌شود. معمولاً مشخصه جریان-ولتاژ دیودهای نوری توسط کارخانهٔ سازنده داده می‌شود. در این مشخصه‌ها تغییرهای جریان معکوس دیود برحسب ولتاژ معکوس دو سر آن به ازای مقدارهای گوناگون شار نوری نمایانده می‌شوند.

### دیود گان
این دیود در اسیلاتورهای فرکانس بالا (مایکروویو) به‌کار می‌رود.

## کاربرد
مهم‌ترین کاربرد دیود، تبدیل جریان الکتریکی متناوب به مستقیم است. در بسیاری از آداپتورها جریان برقی که به‌وسیلهٔ ترانسفورماتور کاهش یافته‌است به کمک یک دیود (یکسوسازی نیم‌موج)، دو دیود (در ترانسفورماتور با ثانویهٔ سه‌سر) یکسوسازی تمام‌موج یا با چهار دیود (در ترانسفورماتور با ثانویهٔ دوسر) یکسوسازی تمام‌موج انجام می‌شود. در ولتاژ یکسو شده پس از این دیودها، بسامد ریپل به میزان دو برابر فرکانس تناوب (درحالت تمام‌موج) را دارد و جهت مستقیم شدن کامل ولتاژ بایستی خازن صافی با ولتاژ مجاز، ظرفیت بالا (با توجه به مقدار جریان مصرفی) و با رعایت قطبیت و پس از پل-دیود نصب شود.
در گیرنده‌های AM مانند رادیو، دیود نقش آشکارساز را دارد، چنان‌که فرکانس میانی پس از تقویت در بخش تقویت‌کننده فرکانس میانی، وارد یک دیود می‌شود و سپس خروجی آن فیلتر (پایین‌گذر) می‌شود. گرچه معمولاً به جای دیود از ترانزیستور استفاده می‌شود تا یک طبقهٔ تقویت صورت گرفته باشد و دیود بِیس-اِمیتِر ترانزیستور کار آشکارسازی را هم عملاً انجام خواهد داد.
در موردهای خاص، هنگامی که برای روشن کردن وسیله‌های الکتریکی تنها دسترسی به جریان الکتریکی مستقیم باشد برای جلوگیری از سوختن وسیلهٔ الکتریکی بر اثر اتصال معکوس سیم مثبت و منفی، از یک دیود در ابتدای مسیر جریان برق استفاده می‌کنند. اگر این دیود در مسیر مثبت جریان با مصرف‌کننده در حالت سِری باشد به آن دیود یکسوساز می‌گویند؛ ولی اگر به صورت موازی با مصرف‌کننده و به شکل معکوس قرار گرفته باشد به آن «دیود محافظ در بایاس معکوس» می‌گویند.
از نوعی دیود به نام «زِنِر» در ساخت نوعی تنظیم‌کننده ولتاژ استفاده می‌شود.

## مقادیر حد
در کاربرد دیودها نیز همانند سایر تجهیزات الکترونیکی با محدودیت‌هایی مواجه می‌باشیم. آشنایی با این محدودیت‌ها طراح را در گزینش دیودی که بتواند شرایط لازم مدار را برآورده سازد، یاری می‌کند. از محدودیت‌های عمدهٔ دیود، «بیشینهٔ جریان»، «بیشینهٔ ولتاژ»، «بیشینهٔ توان تلف‌شده» و «سرعت قطع و وصل» را می‌توان نام برد.

### بیشینهٔ جریان و ولتاژ دیود
بیشینهٔ جریانی که دیود می‌تواند از خود بگذراند، به جنس و سطح مقطع دیود بستگی دارد و معمولاً کارخانهٔ سازنده بیشینهٔ جریان مستقیم و بیشینهٔ جریان معکوس دیود را مشخص می‌کند. همچنین بیشینهٔ ولتاژ مستقیم و معکوس دیود توسط سازنده داده می‌شود. باید توجه کرد که مقدارهای داده‌شده مربوط به دمای اتاق برای بدنهٔ دیود هستند.

### بیشینهٔ توان تلف‌شده دیود
از جمله عامل‌هایی که می‌توانند باعث خرابی قطعات الکترونیکی شود، بالا رفتن دما از یک حد مجاز است. در افزاره‌های مقاومتی، توان مصرفی به صورت حرارت ظاهر می‌شود که باید به‌نحو مناسبی با محیط مبادله شود. هرچه تبادل حرارت با محیط شدیدتر باشد، مشکلات افزایش دما کمتر می‌شود. افزاره‌هایی که دارای سطح خارجی بزرگتری‌اند، بهتر می‌توانند تبادل حرارتی کنند. به همین دلیل، مقاومت (قطعه الکتریکی)‌ها یا دیودهایی که توان نامی بزرگ‌تری دارند در حجم‌های فیزیکی بزرگ‌تری ساخته می‌شوند.
همچنین جنس موادی که در ساخت افزاره به‌کار می‌روند، در این امر تأثیر به‌سزایی دارد.
در دیودهای پیوندی، افزایش بیش از حد دما می‌تواند باعث تغییر خواص بلور از قبیل تغییر ni, u، p و … گردد، یا به‌دلیل یکنواخت نبودن ضریب انبساط حرارتی تغییرهای مکانیکی در ساختمان آن پدیدآورد. همچنین ذوب شدن لحیم‌هایی که در اتصال‌ها به‌کار رفته‌اند ممکن است باعث خرابی دیود شود. درحالی‌که دیودهای ژرمانیوم بیشینه دمای ۷۵ تا ۱۰۰ درجهٔ سیلسیوس را می‌توانند تحمل کنند، دیودهای سیلیکون تا حدود ۲۰۰ درجهٔ سیلسیوس قابل استفاده‌اند.
برای افزایش توانایی انتقال حرارت می‌توان از عامل‌های کمکی از قبیل گرماگیر، گذر مایعات و جریان هوا با فَن استفاده شود. در هر صورت با توجه به وضعیت و شرایط نصب، هر دیود، توان بیشینه‌ای خواهد داشت که آن را با {\displaystyle P_{d}^{\text{max}}} می‌نمایانند؛ بنابراین، ولتاژ و جریان مجاز دیود در رابطهٔ زیر صدق می‌کند:
{\displaystyle V_{d}\cdot I_{d}\leq P_{d}^{\text{max}}}
از آنجا که {\displaystyle P_{d}^{\text{max}}} برای هر دیود توسط کارخانهٔ سازنده داده می‌شود، می‌توان به کمک ترسیم در صفحهٔ مختصه‌های ولتاژ-جریان دیود و با توجه به نامساوی بالا، ناحیه‌های مجاز تغییرهای جریان و ولتاژ دیود را مشخص کرد. در استفاده از دیودها، باید این نکته را در نظر داشت که توان {\displaystyle P_{d}^{\text{max}}} که توسط کارخانهٔ سازنده داده می‌شود، معمولاً در دمای محیط ({\displaystyle 25^{\circ }{\text{C}}}) است. با بالا رفتن دما، توان اتلاف‌پذیر نیز کاهش می‌یابد.

### سرعت قطع و وصل دیود
در مدارهای کلیدزنی (سوییچینگ) یا مدارهای منطقی معمولاً با قطع و وصل دیود سروکار داریم. در این موردها باید به محدودیت سرعت قطع و وصل دیود توجه کرد و با توجه به بسامد قطع و وصل، دیود مناسب را برگزید. معمولاً دیودهای که با نام «uf» شروع می‌شوند، دیودهای با سرعت قطع و وصل بالا هستند.

### سایر
از مشخصه‌های مهم دیود، مقدارهای حدی ولتاژ و جریان تحمل‌پذیر توسط آن هستند که می‌توان آن‌ها را در کتابچه‌های فنی دیود یافت؛ از جمله:
- حداکثر جریان مستقیم یا If: که بیشینهٔ مقدار مجاز جریان DC یا متوسط در بایاس مستقیم، که می‌توان از دیود عبور داد.
- جریان بیشینه یا IM که بیشترین جریانی است که اگر با بازه‌های زمانی ۱۰ میلی‌ثانیه به دیود اِعمال گردد، به دیود آسیبی نخواهد رسید و می‌توان به آن بیشینهٔ جریان تکراری نیز گفت.
- بیشینهٔ جریان لحظه‌ای غیرتکراری یا IFSM[۴] بیشینهٔ جریانی است که دیود در بازه‌های زمانی کوتاه تنها برای یکبار می‌تواند تحمل کند.
- بیشینهٔ ولتاژ معکوس تکراری یا VRRM بیشینهٔ ولتاژی است که در بایاس معکوس به دیود، آسیبی نخواهد رساند.
- بیشینهٔ ولتاژ معکوس غیرتکراری یا VRSM[۵] بیشینهٔ ولتاژ لحظه‌ای قابل تحمل برای دیود در بایاس معکوس است.[۶]